# El Ghiate
El Ghiate  (in arabo الغيات‎?) è un centro abitato e comune rurale del Marocco situato nella provincia di Safi, regione di Marrakech-Safi. Conta una popolazione di 25 162 abitanti (censimento 2014).